# イントゥー・ザ・ウエスト
「イントゥー・ザ・ウエスト」（"Into the West"）は、映画『ロード・オブ・ザ・リング/王の帰還』（監督ピーター・ジャクソン）の主題歌。
作詞・作曲は、フラン・ウォルシュ、ハワード・ショア、アニー・レノックス。

## 解説
映画では、エンドロールに合わせて、アニー・レノックスが歌ったイントゥー・ザ・ウエストが流れた。その他に、ヘイリー・ウェステンラやユリア・タウンゼントの歌唱によるバージョンもある。
第76回アカデミー賞（2003年）のアカデミー歌曲賞（Academy Award for Best Original Song）を受賞。
『ロード・オブ・ザ・リング』の世界におけるこの歌の設定は、「大海」に出帆した者達のためにガラドリエルが歌ったエルフの哀悼歌、とされている。歌詞のいくつかのフレーズは、原著『指輪物語』の「王の帰還」最終章からとられている。
監督のピーター・ジャクソンは、この曲の誕生には、彼の印象に残る作品を制作していたニュージーランドの映画制作者キャメロン・ダンカンがガンで早逝したこともきっかけになっている、と語っている。この曲が最初にお披露目されたのは、ダンカンの葬儀の場であった。